# مجموعة ماغوك سواغ
مجموعة ماغوك سواغ  (بالفرنسية: Groupe Maroc Soir) هي شركة للطباعة مؤيدة للحكومة تقع في مدينة الدار البيضاء المغربية.

## تعريف
المجموعة هي أقدم شركة إعلامية في المغرب. أسست في عهد الحماية الفرنسية على المغرب باسم «ما بريس» (Mas presse) من طرف بياغ ما (Pierre Mas) وإيف ما (Yves Mas). كان أحمد العلوي مؤسس المجموعة. حررت نشرة المغربي الصغير (Le Petit Marocain) التي أيدت سياسات فرنسا الاستعمارية في المغرب وحرصت على أغراضها. دعمت كذلك الحكومة الفيشية وأُنبت على ذلك بعد 1945.
تم مصادرة الشركة وإعادة هيكلتها يوم 1 نوفمبر 1971، خلال فترة المغربة. غُير اسمها إلى «ماغوك سواغ» (Maroc Soir) أي «مساء المغرب» وهي تحرر صحيفتي لا ماتان (Le Matin) وماغوك سواغ (Maroc Soir). استولى عليها عثمان بن جلون عام 2001، وباعها مجددا في مارس 2004 إلى صاحبها الحالي السعودي عثمان العمير، وهو رئيس التحرير السابق لصحيفة الشرق الأوسط وهو صاحب جريدة إيلاف الحالي. اشترى المجموعة بتكلفة 16 مليون دولار.

## صحف
تمتلك المجموعة الصحف التالية:
- الصحراء المغربية
- صباح الصحراء والمغرب (Le Matin)[11]
- ماغوك سواغ
- لا مانيانا (La Mañana) - أسبوعية
- Defunct Morocco Times - in (بالإنجليزية)